# Odessa (álbum)
Odessa é o sexto álbum de estúdio dos Bee Gees, lançado em 1969 como LP duplo.

## Histórico
Em 1967 e 1968, os Bee Gees produziram e gravaram muitíssimo material, tanto que destes dois anos surgiram os quatro primeiros álbuns internacionais da banda. Odessa foi gravada no fim de 1968, logo após o lançamento de Idea.
A gravação do álbum foi cercada de controvérsias: os Bee Gees tornaram-se intensos consumidores de anfetaminas, sem contar o já existente vício de Maurice Gibb em álcool e cigarro. Nada disso, porém, atrapalhou o momento criativo ímpar do trio. Começaram, então, os conflitos entre integrantes: Vince Melouney pediu demissão da guitarra no fim de 1968 alegando que não estava sendo valorizado tanto quanto o trio Gibb. No começo de 1969, durante a promoção do single "First of May", Robin Gibb decide sair também do grupo pois alegava que o revezamento entre as vozes principais nos singles estava sendo desrespeitado — em sua concepção, era sua vez de ter um Lado A, no caso "Lamplight".
Em meio a toda polêmica, o álbum acabou saindo em fevereiro de 1969, mas sem muita promoção: só foi lançado um single ("First of May" / "Lamplight") e pouquíssimos shows foram feitos. Nos poucos concertos realizados, a irmã Gibb, Lesley, substituiu a voz de Robin.

## Características
O álbum aprofunda a linha seguida por Idea. Mantém o rock psicodélico e o pop rock como gêneros musicais predominantes, porém embarca de vez em outros ritmos que deram personalidade própria ao disco. Vê-se canções típicas de rock progressivo ("Odessa (City on the Black Sea)") e country ("Give Your Best" e "Marley Purt Drive") e traz as baladas românticas que ficariam para sempre como marcas do trio ("First of May" e "Sound of Love").
Hoje em dia, o álbum é considerado um clássico da banda, apesar de pouco divulgado na época, tendo entrado para a lista dos 1001 Discos para Ouvir antes de Morrer

## Curiosidades
- A canção "Odessa (City on the Black Sea)" é uma das preferidas de Robert Stigwood (então produtor dos Bee Gees), e foi uma das cotadas a ser lançada como música de trabalho. Só não foi para evitar comparações com uma canção dos Beatles que também tinha sete minutos.
- A música "Odessa (City on the Black Sea)" foi gravada duas vezes antes de ser gravada sua versão final. Nessas duas primeiras vezes, a canção foi chamada de "Odessa (City on the White Sea)" (Odessa, cidade no mar Branco). Só na terceira eles descobriram que o Mar era o Negro, e não o Branco, então trocaram o nome pelo qual conhecemos atualmente "Odessa (City on the Black Sea)" (Odessa, cidade no mar Negro)

## Controvérsia do lançamento
Apesar de o álbum ter sido lançado em disco duplo, as várias Polydor dos países divergiram na edição do álbum.
Em alguns países, ele foi editado como dois discos diferentes:
- Na Argentina como Odessa 1 e Odessa 2;
- No Reino Unido como Marley Purt Drive e Sound of Love; e
- No Brasil, como Odessa (o volume 1) e First of May/Tomorrow Tomorrow.

Outros países, como Estados Unidos, Países Baixos, Alemanha e Suíça, lançaram Odessa de duas formas: como LP duplo e num LP único que continha só dez canções do álbum original. No Canadá isto também aconteceu, mas só em 1976, através da RSO Records — até aí o álbum era inédito no país.
Na Alemanha e Noruega, além do LP duplo, ainda saiu o Sound of Love (disco 2) separadamente.
O álbum foi editado em CD e cassete no ano de 1987, mas somente com 16 faixas, excluindo-se "With All Nations (International Anthem)". Uma edição com todas as 17 faixas só saiu no relançamento feito em 1998.
Em 2009, a Reprise Records, editora dos Bee Gees desde 2006, lança uma versão de luxo remasterizada com bônus, composta de 3 CDs: um com o álbum inteiro em estéreo, outro na versão mono e um terceiro com material inédito.

## Faixas
1. "Odessa (City on the Black Sea)" (B. Gibb/R. Gibb/M. Gibb) - 7:33
2. "You'll Never See My Face Again" (B. Gibb/R. Gibb/M. Gibb) - 4:17
3. "Black Diamond" (B. Gibb/R. Gibb/M. Gibb) - 3:29
4. "Marley Purt Drive" (B. Gibb/R. Gibb/M. Gibb) - 4:26
5. "Edison" (B. Gibb/R. Gibb/M. Gibb) - 3:06
6. "Melody Fair" (B. Gibb/R. Gibb/M. Gibb) - 3:50
7. "Suddenly" (B. Gibb/R. Gibb/M. Gibb) - 2:30
8. "Whisper Whisper" (B. Gibb/R. Gibb/M. Gibb) - 3:25
9. "Lamplight" (B. Gibb/R. Gibb/M. Gibb) - 4:47
10. "Sound of Love" (B. Gibb/R. Gibb/M. Gibb) - 3:29
11. "Give Your Best" (B. Gibb/R. Gibb/M. Gibb) - 3:28
12. "Seven Seas Symphony" [Instrumental] (B. Gibb/R. Gibb/M. Gibb) - 4:10
13. "With All Nations (International Anthem)" [Instrumental] (B. Gibb/R. Gibb/M. Gibb) - 1:47
14. "I Laugh in Your Face" (B. Gibb/R. Gibb/M. Gibb) - 4:10
15. "Never Say Never Again" (B. Gibb/R. Gibb/M. Gibb) - 3:29
16. "First of May" (B. Gibb/R. Gibb/M. Gibb) - 2:50
17. "The British Opera" [Instrumental] (B. Gibb/R. Gibb/M. Gibb) - 3:16

Disco 1
Lado A
1. "Odessa (City on the Black Sea)" - 7:33
2. "You'll Never See My Face Again" - 4:17
3. "Black Diamond" - 3:29

Lado B
1. "Marley Purt Drive" - 4:26
2. "Edison" - 3:06
3. "Melody Fair" - 3:50
4. "Suddenly" - 2:30
5. "Whisper Whisper" - 3:25

Disco 2
Lado C
1. "Lamplight" - 4:47
2. "Sound of Love" - 3:29
3. "Give Your Best" - 3:28
4. "Seven Seas Symphony" [Instrumental] - 4:10
5. "With All Nations (International Anthem)" [Instrumental] - 1:47

Lado D
1. "I Laugh in Your Face" - 4:10
2. "Never Say Never Again" - 3:29
3. "First of May" - 2:50
4. "The British Opera" [Instrumental] - 3:16

Mesmo que o disco Um do Odessa duplo
Lado A
1. "Odessa (City on the Black Sea)" - 7:33
2. "You'll Never See My Face Again" - 4:17
3. "Black Diamond" - 3:29

Lado B
1. "Marley Purt Drive" - 4:26
2. "Edison" - 3:06
3. "Melody Fair" - 3:50
4. "Suddenly" - 2:30
5. "Whisper Whisper" - 3:25

Mesmo que o disco Dois do Odessa duplo
Lado A
1. "Lamplight" - 4:47
2. "Sound of Love" - 3:29
3. "Give Your Best" - 3:28
4. "Seven Seas Symphony" [Instrumental] - 4:10
5. "With All Nations (International Anthem)" [Instrumental] - 1:47

Lado B
1. "I Laugh in Your Face" - 4:10
2. "Never Say Never Again" - 3:29
3. "First of May" - 2:50
4. "The British Opera" [Instrumental] - 3:16

Mesmo que o disco Dois do Odessa duplo, mais a faixa "Tomorrow Tomorrow"
Lado A
1. "Lamplight" - 4:47
2. "Sound of Love" - 3:29
3. "Give Your Best" - 3:28
4. "Seven Seas Symphony" [Instrumental] - 4:10
5. "With All Nations (International Anthem)" [Instrumental] - 1:47

Lado B
1. "Tomorrow Tomorrow" (B. Gibb/R. Gibb/M. Gibb) - 4:05
2. "I Laugh in Your Face" - 4:10
3. "Never Say Never Again" - 3:29
4. "First of May" - 2:50
5. "The British Opera" [Instrumental] - 3:16

Lado A
1. "Odessa (City on the Black Sea)" - 7:33
2. "You'll Never See My Face Again" - 4:17
3. "Marley Purt Drive" - 4:26
4. "Melody Fair" - 3:50

Lado B
1. "Sound of Love" - 3:29
2. "Give Your Best" - 3:28
3. "With All Nations (International Anthem)" [Instrumental] - 1:47
4. "I Laugh in Your Face" - 4:10
5. "Never Say Never Again" - 3:29
6. "First of May" - 2:50

1. "Odessa (City on the Black Sea)" - 7:33
2. "You'll Never See My Face Again" - 4:17
3. "Black Diamond" - 3:29
4. "Marley Purt Drive" - 4:26
5. "Edison" - 3:06
6. "Melody Fair" - 3:50
7. "Suddenly" - 2:30
8. "Whisper Whisper" - 3:25
9. "Lamplight" - 4:47
10. "Sound of Love" - 3:29
11. "Give Your Best" - 3:28
12. "Seven Seas Symphony" [Instrumental] - 4:10
13. "I Laugh in Your Face" - 4:10
14. "Never Say Never Again" - 3:29
15. "First of May" - 2:50
16. "The British Opera" [Instrumental] - 3:16

Disco 1 (Stereo) e Disco 2 (Mono)
1. "Odessa (City on the Black Sea)" - 7:33
2. "You'll Never See My Face Again" - 4:17
3. "Black Diamond" - 3:29
4. "Marley Purt Drive" - 4:26
5. "Edison" - 3:06
6. "Melody Fair" - 3:50
7. "Suddenly" - 2:30
8. "Whisper Whisper" - 3:25
9. "Lamplight" - 4:47
10. "Sound of Love" - 3:29
11. "Give Your Best" - 3:28
12. "Seven Seas Symphony" [Instrumental] - 4:10
13. "With All Nations (International Anthem)" [Instrumental] - 1:47
14. "I Laugh in Your Face" - 4:10
15. "Never Say Never Again" - 3:29
16. "First of May" - 2:50
17. "The British Opera" [Instrumental] - 3:16

Disco 3 - "Sketches for Odessa" (Material inédito)
1. "Odessa (City on the Black Sea) [Demo]" — 6:40
2. "You’ll Never See My Face Again [Alternate Mix]" — 4:08
3. "Black Diamond [Demo]" — 4:00
4. "Marley Purt Drive [Alternate Mix]" — 4:31
5. "Barbara Came to Stay" (Edison Demo) — 3:05
6. "Edison [Alternate Mix]" — 3:14
7. "Melody Fair [Demo]" — 3:05
8. "Melody Fair [Alternate Mix]" — 3:43
9. "Suddenly [Alternate Mix]" — 2:17
10. "Whisper Whisper, Part Two [Alternate Version]" — 1:07
11. "Lamplight [Demo]" — 4:46
12. "Lamplight [Alternate Version]" — 5:02
13. "Sound of Love [Alternate Mix]" — 3:37
14. "Give Your Best [Alternate Mix]" — 3:34
15. "Seven Seas Symphony [Demo]" — 2:13
16. "With All Nations (International Anthem) [Vocal Version]" — 1:15
17. "I Laugh in Your Face [Alternate Mix]" — 3:59
18. "Never Say Never Again [Alternate Mix]" — 3:50
19. "First of May [Demo]" — 1:43
20. "First of May [Alternate Mix]" — 2:43
21. "Nobody’s Someone" — 3:13
22. "Pity" — 3:46
23. "Odessa Promotional Spot" — 0:32

## Ficha técnica
Faixas com o número "3"  antes (exemplo: 3.1) remetem às faixas do disco Sketches for Odessa, que contém material inédito e foi lançado em 2009 na versão de luxo do álbum.
Somente as faixas 4, 5, 8, 10, 11, 3.4, 3.5, 3.6, 3.10, 3.13, 3.14, 3.15, 3.19, 3.22 foram gravadas em agosto de 1968 nos EUA.
As faixas 3.7 e 3.11 foram as únicas gravadas nos estúdios Trident, no Reino Unido.
Integrantes oficiais
- Barry Gibb — vocal, violão, produtor musical (todas)
- Robin Gibb:
  - vocal e produtor musical (todas)
  - piano e Mellotron (1, 2, 3, 6, 7, 9, 15, 3.1, 3.2, 3.3, 3.7, 3.8, 3.9, 3.11, 3.12, 3.18, 3.21)
- Maurice Gibb:
  - vocal, baixo, piano e produtor musical (todas)
  - violão (todas, exceto 14 e 3.17),
  - órgão (12, 13, 16, 17, 3.16, 3.20),
  - Mellotron (1, 2, 3, 6, 7, 9, 15, 3.1, 3.2, 3.3, 3.7, 3.8, 3.9, 3.11, 3.12, 3.18, 3.21)
- Vince Melouney — guitarra (4, 5, 8, 10, 11, 14, 3.4, 3.5, 3.6, 3.10, 3.13, 3.14, 3.15, 3.17, 3.19, 3.22)
- Colin Petersen — bateria (todas)

Músicos de apoio
- Paul Buckmaster — violoncelo (1)
- Bill Keith — banjo (4, 11, 3.4, 3.14)
- Tex Logan — violino caipira (11, 3.14)
- Bill Shepherd — arranjo de orquestra (1, 2, 3, 6, 7, 9, 12, 13, 14, 15, 16, 17, 3.1, 3.2, 3.3, 3.7, 3.8, 3.9, 3.11, 3.12, 3.16, 3.17, 3.18, 3.20, 3.21)

Produção do álbum
- John Pantry — engenheiro de áudio (14, 3.17)
- Damon Lyon Shaw — engenheiro de áudio (14, 3.17)
- P. Sharp — engenheiro de áudio (1, 2, 3, 6, 7, 9, 12, 13, 15, 16, 17, 3.1, 3.2, 3.3, 3.7, 3.8, 3.9, 3.11, 3.12, 3.16, 3.18, 3.20, 3.21)
- Philip Wade — engenheiro de áudio (1, 2, 3, 6, 7, 9, 12, 13, 15, 16, 17, 3.1, 3.2, 3.3, 3.7, 3.8, 3.9, 3.11, 3.12, 3.16, 3.18, 3.20, 3.21)
- A. Knight — engenheiro de áudio (1, 2, 3, 6, 7, 9, 15, 3.1, 3.2, 3.3, 3.7, 3.8, 3.9, 3.11, 3.12, 3.18, 3.21)
- Adrian Barber — engenheiro de áudio (4, 5, 8, 10, 11, 3.4, 3.5, 3.6, 3.10, 3.13, 3.14, 3.15, 3.19, 3.22)
- Robert Stigwood — produtor musical (todas)

## Posições nas paradas
| País           | Melhor posição |
| -------------- | -------------- |
| Alemanha       | 4              |
| Austrália      | 13             |
| Canadá         | 7              |
| Espanha        | 3              |
| Estados Unidos | 20             |
| França         | 59             |
| Itália         | 20             |
| Reino Unido    | 10             |

## Singles
1. Janeiro de 1969
A: "First of May"
B: "Lamplight"
2. Julho de 1969 (AFS/EUA promo)
A: "Marley Purt Drive"
B: "Melody Fair" (AFS) ou "Suddenly" / "Sound of Love" (EUA)

Obs: Posteriormente, "Melody Fair" também foi lançada como single, mas não do álbum Odessa e sim da trilha sonora do filme Melody: Quando Brota o Amor. Nesta trilha sonora também esteve "Give Your Best", que, ao contrário de "Melody Fair", não foi lançada como single.